# Lycée Marguerite-Audoux
Le lycée professionnel Marguerite-Audoux est un établissement secondaire et supérieur français de l'académie d'Orléans-Tours situé à Gien dans le département du Loiret en région Centre-Val de Loire.

## Historique
Le lycée professionnel de la région naturelle du Giennois a ouvert en septembre 2006 sur le site de l’ancien lycée professionnel Léonard-de-Vinci. 
L’histoire du lycée professionnel est liée à celle de trois établissements : le lycée professionnel Léonard-de-Vinci ;  le lycée Bernard-Palissy ;  le lycée professionnel Paul-Langevin de Briare.
Le lycée professionnel Léonard-de-Vinci a été construit en 1966. En 1995, sa taille modeste et sa vétusté ont conduit à sa fusion avec le lycée Bernard-Palissy, distant de quelques centaines de mètres, qui comprenait une section d’enseignement professionnel accueillant des formations tertiaires. En 1998, le Conseil régional envisage la création d'un pôle d'excellence de l'enseignement professionnel dans le Giennois sur l'ancien site du lycée professionnel Léonard de Vinci, en y rattachant le lycée professionnel Paul-Langevin de Briare qui proposait des formations industrielles et de service et aide à la personne : ce sera le lycée Marguerite-Audoux.
Le chantier démarre en 2004 sur l'ancien site du lycée professionnel Léonard-de-Vinci. Le choix de cette implantation n'est pas anodine : le lycée étant situé près de la zone industrielle, les filières sont proposées en conséquence (industriel, aide à  la personne, électronique, électrotechnique et tertiaire). 
La restructuration a coûté 19 297 585 € HT et le nouveau lycée professionnel s'étend sur 17 350 m2. On y trouve également un restaurant scolaire, un amphithéâtre, un centre de documentation et d’information en établissement scolaire, un gymnase, des appartements de fonction, l'internat se situant au lycée Bernard-Palissy. 
L'ouverture a lieu en septembre 2006 et l'inauguration en décembre 2006 en présence de François Bonneau, président de la région Centre-Val de Loire. À sa première rentrée, le lycée compte 550 élèves.
En 2007, une nouvelle section nucléaire ouvre : le BEP AAR (agent d'assainissement radioactif), bientôt transformé en baccalauréat professionnel. En 2009, ouvre la formation au baccalauréat professionnel environnement nucléaire,, qui fait l'objet d'un partenariat avec la Centrale nucléaire de Dampierre-en-Burly. Depuis 2014, la formation est devenue un baccalauréat professionnel TIIN (Techniques d'interventions sur installations nucléaires).
Le lycée, depuis 2010, porte le nom de Marguerite Audoux, romancière française du XIXe siècle.                  
Il a obtenu le label « Lycée des métiers » du nucléaire, de la maintenance et des services au mois de juillet 2010.

## Formations
Le lycée prépare ses élèves à des formations orientées vers l'industriel, le tertiaire, et le pôle « Aide à la personne ». On trouve une 3ème Préparatoire à l'enseignement professionnel, neuf baccalauréats professionnels, une classe 3ème ULIS, deux CAP et un BTS. À la rentrée de septembre 2016, le lycée comptait 669 élèves. L'établissement propose également des formations GRETA. 

### Préparations au Baccalauréat professionnel et au CAP
Dispositif ULIS : Unité d'inclusion scolaire qui accueille et accompagne 12 élèves en situation de handicap. (Coordonnatrice ULIS et AESH-co)

#### Pôle industriel
- Baccalauréat professionnel TIIN : Techniques d'interventions sur installations nucléaires
- Baccalauréat professionnel MEI : Maintenance des équipements industriels[8]
- Baccalauréat professionnel OBM : Ouvrages du bâtiment métallerie. Cette formation est la seule proposée en région Centre-Val de Loire[14]
- Baccalauréat professionnel MELEC : Métiers de l'électricité et de ses environnements connectés
- Baccalauréat professionnel SN : Systèmes numériques, section européenne (4h d'anglais dont une en enseignement professionnel)
- CAP : Serrurerie - Métallerie

#### Pôle tertiaire
- Baccalauréat professionnel GA : Gestion - Administration
- Baccalauréat professionnel Commerce
- Baccalauréat professionnel  : Accueil relation clients et usagers

#### Pôle «Aide à la personne»
- Baccalauréat professionnel ASSP : Accompagnement soins et services à la personne
- CAP 2AGA : Accompagnement et Aide au Grand Âge

### Préparation au BTS
- BTS MSP : Maintenance des systèmes de production

### Formations GRETA
- CAP Cuisine
- CAP Petite Enfance
- Titre professionnel Agent de sécurité
- Titre ADUF (Assistante de vie aux familles)
- CQP (Certification de qualification professionnelle) Tourneur Fraiseur

## Partenariats
Le lycée professionnel Marguerite Audoux a pour objectif de répondre aux besoins du bassin d'emploi du Giennois, de préparer les élèves à une insertion professionnelle en appréhendant l'évolution des techniques et des technologies des secteurs professionnels proposés. À ce titre, c'est un acteur économique qui participe à part entière au dispositif de revitalisation des territoires, et en particulier du Giennois engagé par l'État depuis 2010. Dans ce but, le lycée professionnel travaille en étroite collaboration avec les professionnels en signant des conventions de partenariat avec :  
- le Centre hospitalier Pierre Dézarnauld de Gien ;
- l'EHPAD Korian Santel de Gien ;
- la crèche multi-accueil « Les Petits Princes » de Gien ;
- la polyclinique Jeanne d'Arc de Gien ;
- le SSIAD de Gien ;
- la mairie de Gien ;
- la Communauté de communes giennoises ;
- l'entreprise OTIS à Gien ;
- la Centrale nucléaire de Dampierre-en-Burly ;
- le ministère de la Défense : 12° BSMAT de Gien ;
- la maison du département du Giennois ;
- la CDAD du Loiret.

## Distinctions
À plusieurs reprises, des élèves du lycée se sont distingués au concours général. Ainsi, en 2012, deux élèves ont été admissibles et l'un a été primé : il a décroché la troisième place dans la filière commerce.
En 2010, toujours dans la filière commerce, une élève a décroché le premier prix,.

## Personnels
Le lycée professionnel Marguerite-Audoux est dirigé par Joël Lamoureux, proviseur de l'établissement.
Un directeur délégué aux formations professionnelles et technologiques (DDFPT) est chargé de la pédagogie de l'enseignement professionnel et des PFMP (périodes de formation en milieu professionnel).